# Monte Bromo
Monte Bromo (en indonesio: Gunung Bromo) también conocido como volcán Bromo es un volcán activo y parte del macizo de Tengger, en el este de la isla de Java, en Indonesia. Se eleva unos 2329 m, y aunque no es el pico más alto del macizo, si es el más conocido. El área del macizo es uno de los atractivos turísticos más visitados en el este de Java. El volcán pertenece al parque nacional Bromo Tengger Semeru. El nombre bromo se deriva de la pronunciación javanesa de Brahma, el dios creador según creen los hindúes.
El Monte Bromo se sitúa en el medio de una llanura llamada "Sea of Sand", o "Mar de Arena" (en javanés Segara Wedi o en indonesio Lautan Pasir), una reserva protegida desde 1919. La forma más común para llegar hasta el Monte Bromo es a través del pueblo Cemoro Lawang, ya que se encuentra cerca. Una vez allí es posible caminar hasta el volcán en unos 45 minutos, aunque también es posible realizar el trayecto en un jeep organizado, que incluye una parada en el mirador en el Monte Penanjakan (2770 m) (Gunung Penanjakan). El mirador del monte Penanjakan puede ser alcanzado a pie en unas dos horas.